# Senna Borsato
Senna Borsato (Alkmaar, 27 de septiembre de 2001) es un actor neerlandés, conocido principalmente por ser el hijo del cantante Marco Borsato. 

## Biografía

### Familia
Senna es hijo de Marco y Leontine Borsato. Tiene un hermano mayor, Luca, y una hermana menor, Jada. Fue nombrado en honor del piloto brasileño de Fórmula 1 Ayrton Senna. Debe su segundo y tercer nombre a dos de sus tíos.

## Trayectoria
Es conocido por interpretar a Roy en la película Heksen bestaan niet, película protagonizada por Aliyah Kolf, Vincent Banić y su madre. Anteriormente había participado en el cortometraje Plakband junto a su hermana. En 2014 interpretó a Jip en la serie de televisión Het verborgen eiland, mientras que en octubre de 2015 participó en el cortometraje Onder mijn bed de 48 Hour Film Project. 